# .mp
.mp је највиши Интернет домен државних кодова (ccTLD) за Северна Маријанска острва.